# 윌라 포드

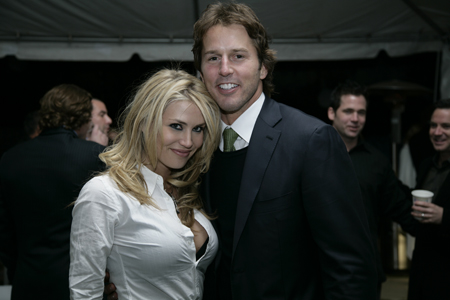

윌라 포드(Willa Ford, 1981년 1월 22일 ~ )는 미국의 배우, 모델, 가수, 작곡가, 무용가, 음반 제작자, 사교계 명사이다.

## 출연 작품

### 영화
- 임펄스 (2008, Impulse)
- 13일의 금요일 (2009) - 첼시 역
- 서바이벌 워 (2011, Universal Squadrons) - 베카 역
- 언럭키맨 (2015, Any Day)
- Checkmate (2015)
- A Father's Secret (2016)
- 서머지드 (2016, Submerged) - 칼라 역

### 텔레비전
- 디 얼티밋 파이터 (2005) - 본인 (사회자)
- 댄싱 위드 더 스타 (2006) - 본인 (경쟁자)
- 매직 시티 (2012)